# بوكارا

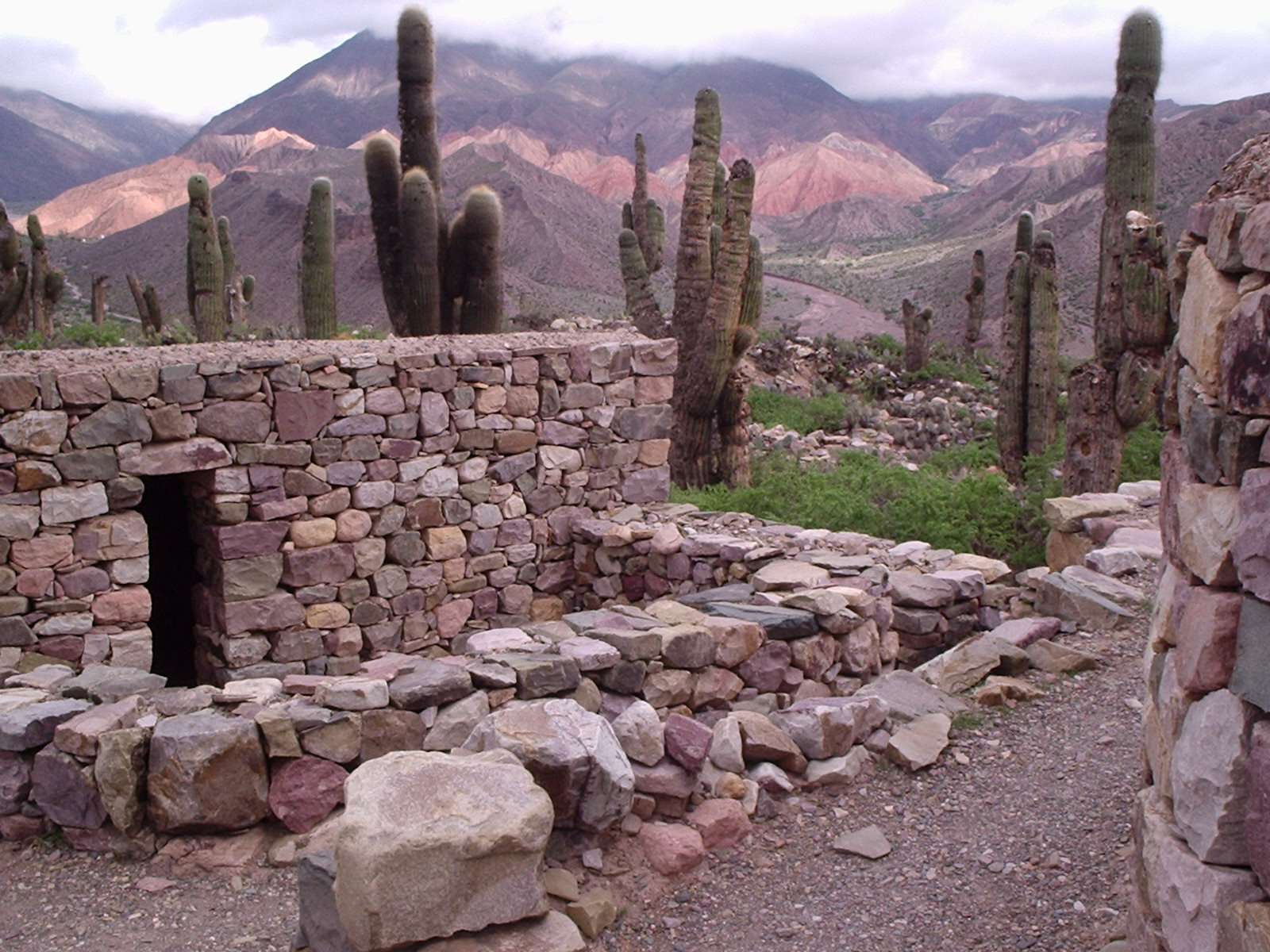
آثار بوكارا بالقرب من تلكارا الأرجنتين

بوكارا (بالإسبانية: Pucará وتعني بلغة الكيتشوا والأيمارا الحصن)‏ هي آثار التحصينات التي بناها السكان الأصليون في منطقة حضارات الأنديز من إكوادور وحتى وسط تشيلي وشمال غرب الأرجنتين وبالأخص التي كانت تنتمي لحصون الإنكا. كذلك فإن الإسبان كانوا يصفون حصون المابوتشي خلال حرب الأراوكو بهذا الاسم.
كذلك فإن أغلب الحضارات المتفرعة عن حضارة تشافين تدعى حضارة بوكارا، والتي يظهر أنها من أسس حضارات واري وتياواناكو. كما يظهر الاسم في أسماء الأماكن في جبال الأنديز